# Woman.ru
Woman.ru — русскоязычный информационно-развлекательный портал и форум. Один из самых популярных женских сайтов в рунете, по данным SimilarWeb.
В первоначальном варианте создавался как форум, в приоритете ориентированный на женскую аудиторию.

## История
Проект был основан 16 ноября 1998 года. В 2006 году был приобретён издательским домом «ТОП-50». На момент покупки ежемесячная аудитория сайта составляла порядка 200 000 тыс. человек. После сделки о покупки всё внимание было переведено на реализацию и внедрение оперативного освещения новостей шоу-бизнеса и жизни звезд, а также создания редакционных статей по темам «красота», «мода», «любовь», «психология и здоровье», «дети», «диеты» с комментариями экспертов. Сайт woman.ru стал позиционировать себя как «Интернет для женщин».
В 2016 году 51 % контрольного пакета акций, принадлежавших Веронике Белоцерковской в ООО «Ивент-Медиа» выкупила ООО «АМЭ» Виктора Шкулёва, остальные 49 % перешли его жене Тамаре Шкулёвой. В рамках последующей интеграции woman.ru перешёл во входящую в структуру «Шкулёв Медиа Холдинг» ООО «Шкулёв Диджитал Технологии», где пост генерального директора занимает его дочь Елена.

## Премии и награды
Премия Рунета в номинации «СМИ и массовые коммуникации» — 2023 год.